# Kasteel Mahieu
Het Kasteel Mahieu is een voormalig kasteel in de tot de West-Vlaamse gemeente Ieper behorende plaats Hollebeke, hoewel het voorheen tot Voormezele behoorde.

## Geschiedenis
In 1834 werd op deze plaats een kasteeltje gebouwd in rode baksteen. Van 1901-1905 werd in plaats daarvan een luxe kasteel gebouwd in witte natuursteen, ontworpen door René Sergent. Het lag in een park van 60 ha en eigenaar was de familie Maheu, textielfabrikanten te Armentières. Het domein werd doorstroomd door de Palingbeek, waarover vijf bruggen lagen. Het domein kon worden betreden door drie ingangen, met luxueuze poorten met beeldhouwwerken.
In oktober 1914 werd het kasteel veroverd door Beierse troepen en verkreeg de bijnaam Bayernschloss. Op 7 juni 1917 kwam het in Britse handen (White Chateau) om tijdens het Lenteoffensief in april 1918 weer in Duitse handen te vallen, wat duurde tot 28 september, toen ze uiteindelijk werden verdreven. De gebroeders Auguste en Michel Mahieu kwamen om in de strijd tegen de Duitsers, de laatste als piloot.
Na de oorlog werd het domein toegekend aan een neef van de gebroeders, welke er een golfterrein van maakten. Op het terrein zijn nog enkele brokstukken van het kasteel te vinden, en tevens een Duitse bunker en een Australische observatiepost.